# Ampèreov zakon
Ampèreov zakon je fizikalni zakon koji izražava činjenicu da magnetsko polje nastaje kao posljedica gibanja električnih naboja, povezujući električne i magnetske pojave:
Nazvan je po A. M. Ampèreu, koji je utemeljio elektromagnetizam. Izražen jezikom integro-diferencijalnog računa glasi: 
{\displaystyle \oint _{\mathcal {S}}{\vec {B}}\cdot \mathrm {d} {\vec {s}}=\mu _{0}\cdot I}
gdje je:
{\displaystyle {\vec {B}}} - magnetska indukcija,
{\displaystyle \mathrm {d} {\vec {s}}} - element puta uzduž krivulje integracije,
{\displaystyle I\!} - jakost električne struje koju obuhvaća krivulja,
{\displaystyle \mu _{0}\!} - magnetska permeabilnost vakuuma.